# Рамазанов, Рамазан Хайбулаевич
Рамазан Хайбулаевич Рамазанов (2 февраля 1966, Буйнакск, Дагестанская АССР, РСФСР, СССР) — советский и российский спортсмен, специализируется по карате кумите, призёр чемпионата СССР. 

## Спортивная карьера
Карате начал заниматься в 1981 году в Буйнакске, у тренеров  М. З. Расулова, Гусейна Магомаева, после того как поступил в ВУЗ в Махачкале тренировался под руководством тренера Джамалутдина Асхабова. В 1991 году стал серебряным призёром чемпионата СССР, проиграв в финале Омару Муртузалиеву. Является победителем чемпионата РСФСР и обладателем Кубка СССР. 

## Спортивные достижения
- Кубок СССР по карате 1991 — ;
- Чемпионат РСФСР по карате 1991 — ;
- Чемпионат СССР по карате 1991 — ;

## Личная жизнь
В 1983 году окончил среднюю школу № 8 в Буйнакске. В 1991 году окончил Дагестанский государственный университет, экономический факультет. Аварец по национальности.